# Gaza (provins)

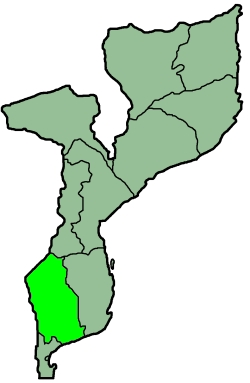
Karta över Moçambique med Gaza markerat i klargrönt.

Gaza är en provins i södra Moçambique som gränsar mot både Sydafrika och Zimbabwe i väster och har kust mot Indiska oceanen i sydost. Provinsen täcker en yta på 75 709 km² och har 1 219 013 invånare (2007). Huvudstaden är Xai-Xai.
Gaza har fått sitt namn efter det förkoloniala Gazariket, som under sin storhetstid i mitten av 1800-talet täckte nuvarande södra Moçambique och delar av nordöstra Sydafrika.

## Administrativ indelning
Provinsen är indelad i elva distrikt och en stad.
- Distrikt:
  - Bilene, Chibuto, Chicualacuala, Chigubo, Chokwé, Guijá, Mandlakazi, Mabalane, Massangena, Massingir, Xai-Xai
- Stad:
  - Xai-Xai